# Lommel Proving Ground
Lommel Proving Ground is een testbaan van Ford ten zuiden van het Belgische gehucht Kattenbos, Lommel en beslaat een terrein van 322 hectare.
In 1964 begon de bouw en een jaar later werd de faciliteit geopend. De bedoeling was onder meer om tot integratie tussen de Britse en de Duitse Ford-fabrieken te komen. Vanaf 1970 werd de baan nog uitgebreid en in 2008 waren er 80 km aan testbanen. Aangezien de modellen geheim zijn, is de baan afgesloten. Naast testbanen zijn er ook klimaatkamers, zoet- en zoutwaterbaden en dergelijke. In de afgelopen zes jaar is er 23 miljoen euro ingestopt. Ook wordt het terrein soms afgehuurd door Toyota, omdat die zelf geen testbaan in Europa hebben. Als die klaar is echter, stormt Ford het terrein weer op. Het testen gaat 24 uur per dag door en er is een strikt schema.
Elk jaar met Pinksteren wordt de testbaan opgesteld voor fietsers en rolschaatsers.
Op 7 september 2019 werd er een wereldrecord verbroken. Meer dan 1.300 Ford Mustangs vormende er een stoet van ettelijke kilometers lang. De recordpoging kwam er naar aanleiding van het 55-jarig bestaan van deze Amerikaanse bolide.